# Thinobius antennarius
Thinobius antennarius är en skalbaggsart som beskrevs av Fauvel 1878. Thinobius antennarius ingår i släktet Thinobius och familjen kortvingar. Inga underarter finns listade i Catalogue of Life.